# Gare de Berlin Humboldthain
La gare de Berlin Humboldthain est une gare ferroviaire à Berlin sur la ligne de Berlin à Szczecin. Elle est située dans le quartier de Gesundbrunnen dans l'arrondissement de Mitte. Elle est desservie par les lignes 1, 2, 25 et 26 du S-Bahn de Berlin.

## Situation ferroviaire
La gare est située au point kilométrique 1,2 de la ligne de Berlin à Szczecin. Elle est à 1,2 km au nord de la gare du Nord et à 900 mètres au sud de la gare de Berlin Gesundbrunnen. C'est une petite gare de catégorie 4 d'après la classification allemande. Elle est dans la zone tarifaire A de Berlin-Brandebourg.
Le quai long de 177 m. est située dans une tranchée à l'ouest du parc public Humboldthain qui lui a donné son nom. Le bâtiment voyageurs est accessible via la Wiesenstraße. Il a été construit par l'architecte Richard Brademann dans le style de la Nouvelle Objectivité.

## Histoire
La construction intervient à partir du 8 janvier 1934 dans le prolongement des travaux du tunnel nord-sud. Elle est mise en service un an plus tard, le 31 janvier 1935 et les voies sont dès l'ouverture électrifiée.
Localisée au centre de Berlin, la gare est connue comme la « dernière gare du secteur occidental » (letzte Bahnhof im Westsektor) dans l'après-guerre. Lors de la construction du Mur, le boycott de la S-Bahn (de) en août 1961 réduit considérablement le nombre d'usagers. Le trafic a néanmoins continué jusqu'au 9 janvier 1984 quand la Reichsbahn a cédé la gare à la Berliner Verkehrsbetriebe (BVG) qui l'a fermée quelques mois pour rénover les infrastructures. Elle sera rouverte le 1er mai 1984. Lors de la Réunification en 1991, elle sera de nouveau remise aux normes.

## Service des voyageurs

### Accueil
Gare Deutsche Bahn, elle dispose d'un bâtiment voyageurs ouvert tous les jours. Elle est équipée d'automates pour l'achat de titres de transport.
Depuis décembre 2011, un ascenseur a été installé pour permettre un accès libre aux personnes à mobilité réduite.

### Desserte
Elle est desservie toutes les deux ou trois minutes en journée alternativement par les rames du S1, du S2, du S25 et du S26.

### Intermodalité
Un parc pour les vélos et un parking pour les véhicules y sont aménagés. Elle est desservie par le bus 247 (Leopoldplatz ↔ Gare du Nord) du réseau d'autobus berlinois.